# Thomas Tellefsen
Thomas Dyke Acland Tellefsen (Trondheim, 26 de novembre de 1823 – París, 6 d'octubre de 1874) fou un compositor del Romanticisme.
En la seva ciutat natal feu els primers estudis musicals amb Ole Andreas Lindeman, després es traslladà a França on fou deixeble de Chopin, adquirí gran renom com a professor i compositor. Entre les seves millors obres cal fer esment de dos Concerts per a piano, una sonata per a violí i una altra per a violoncel, un trio. També va compondre molta música per a piano i especialment valsos, nocturns, masurques, etc.